# Oscil·lacions de potencial de membrana subllindar

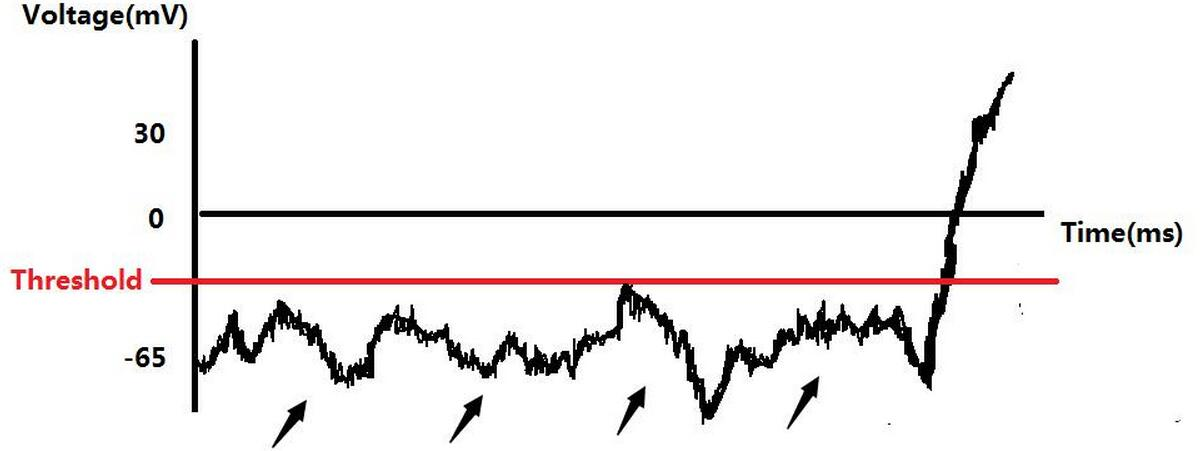
Figura 1.

Les oscil·lacions de potencial de membrana subllindar són oscil·lacions de membrana que no desencadenen directament un potencial d'acció ja que no arriben al llindar necessari per disparar. Tanmateix, poden facilitar el processament del senyal sensorial.
Les neurones produeixen potencials d'acció quan el seu potencial de membrana augmenta més enllà d'un llindar crític. Per tal que les neurones assoleixin el llindar per al potencial d'acció de disparar, han d'entrar a la cèl·lula suficients ions de sodi (Na+) a través de canals de sodi controlats per voltatge a través de la membrana i despolaritzar la cèl·lula. S'assoleix el llindar per superar l'equilibri electroquímic dins d'una neurona, on hi ha un equilibri entre els ions de potassi (K+) que es desplacen pel seu gradient de concentració (dins de la cèl·lula cap a l'exterior) i el gradient elèctric que impedeix que K+ es mogui pel seu propi gradient. Un cop assolit el valor llindar, es produeix un potencial d'acció, provocant un ràpid augment de Na+ entra a la cèl·lula amb més canals de Na+ al llarg de l'obertura de la membrana, donant lloc a una ràpida despolarització de la cèl·lula. Un cop la cèl·lula s'ha despolaritzat, els canals de sodi dependents de voltatge es tanquen, provocant l'obertura dels canals de potassi; Aleshores, els ions K+ procedeixen a moure's contra el seu gradient de concentració fora de la cèl·lula.
Tanmateix, si el voltatge està per sota del llindar, la neurona no s'activa, però el potencial de membrana encara fluctua a causa dels potencials postsinàptics i les propietats elèctriques intrínseques de les neurones. Per tant, aquestes oscil·lacions de potencial de membrana subllindar no desencadenen potencials d'acció, ja que l'activació d'un potencial d'acció és una resposta "tot o res", i aquestes oscil·lacions no permeten que la despolarització de la neurona arribi al llindar necessari, que normalment és d'uns -55 mV; una resposta "tot o res" es refereix a la capacitat d'una neurona per disparar un potencial d'acció només després d'arribar al llindar exacte. Per exemple, la figura 1 representa la naturalesa localitzada i la naturalesa del potencial graduat d'aquestes oscil·lacions de potencial de membrana subllindar, també ofereix una representació visual de la seva col·locació en un gràfic de potencial d'acció, comparant les oscil·lacions de subllindar amb un foc per sobre del llindar. En alguns tipus de neurones, el potencial de membrana pot oscil·lar a freqüències específiques. Aquestes oscil·lacions poden produir un tret en unir-se amb despolaritzacions. Tot i que les oscil·lacions subllindars no donen lloc directament a un tret neuronal, poden facilitar l'activitat sincrònica de les neurones veïnes. També pot facilitar la computació, especialment el processament de senyals sensorials. Amb tot, tot i que les oscil·lacions del potencial de membrana subllindar no produeixen potencials d'acció per si soles, mitjançant la suma, encara poden afectar els resultats del potencial d'acció.